# Mylochromis labidodon
Espèce
Statut de conservation UICN

 LC  : Préoccupation mineure
Mylochromis labidodon est une espèce de poissons appartenant à la famille des Cichlidae. Elle est endémique des lac Malawi et Malombe en Afrique.